# Kozy Pomorskie
Kozy Pomorskie – nieczynna stacja stargardzkiej kolei wąskotorowej w Kozach, w województwie zachodniopomorskim, w Polsce.